# Eric Butorac
Eric "Booty" Butorac (n. 22 de mayo de 1981 en Rochester, Minnesota) es un exjugador de tenis profesional de los Estados Unidos que se especializó en la modalidad de dobles. 

## Títulos de Grand Slam

### Dobles (0)

#### Finalista (1)
| Año  | Torneo               | Pareja        | Oponentes en la final         | Resultado |
| 2014 | Abierto de Australia | Raven Klaasen | Łukasz Kubot Robert Lindstedt | 3-6, 3-6  |

## Títulos (18; 0+18)

### Dobles (18)
| Leyenda                         |
| Grand Slam (0)                  |
| ATP Wourld Tour Finals (0)      |
| ATP Masters 1000 World Tour (0) |
| ATP World Tour 500 series (2)   |
| ATP World Tour 250 series (16)  |

| N.º | Fecha                    | Torneo       | Superficie        | Pareja            | Oponentes en la final                   | Resultado        |
| --- | ------------------------ | ------------ | ----------------- | ----------------- | --------------------------------------- | ---------------- |
| 1.  | 18 de febrero de 2007    | San José     | Dura (i)          | Jamie Murray      | Chris Haggard Rainer Schuettler         | 7-5 7-6(6)       |
| 2.  | 25 de febrero de 2007    | Memphis      | Dura (i)          | Jamie Murray      | Julian Knowle Jürgen Melzer             | 7-5 6-3          |
| 3.  | 23 de junio de 2007      | Nottingham   | Césped            | Jamie Murray      | Joshua Goodall Ross Hutchins            | 4-6 6-3 10-5     |
| 4.  | 10 de agosto de 2008     | Los Ángeles  | Dura              | Rohan Bopanna     | Travis Parrott Dušan Vemić              | 7-6(5) 7-6(5)    |
| 5.  | 11 de enero de 2009      | Chennai      | Dura              | Rajeev Ram        | Jean-Claude Scherrer Stanislas Wawrinka | 6-3 6-4          |
| 6.  | 10 de mayo de 2009       | Estoril      | Tierra batida     | Scott Lipsky      | Martin Damm Robert Lindstedt            | 6-3 6-2          |
| 7.  | 4 de octubre de 2009     | Bangkok      | Dura (i)          | Rajeev Ram        | Guillermo García López Mischa Zverev    | 7-6(4) 6-3       |
| 8.  | 10 de octubre de 2010    | Tokio        | Dura              | Jean-Julien Rojer | Andreas Seppi Dmitry Tursunov           | 6-3 6-2          |
| 9.  | 24 de octubre de 2010    | Estocolmo    | Dura (i)          | Jean-Julien Rojer | Johan Brunstrom Jarkko Nieminen         | 6-3 6-4          |
| 10. | 1 de mayo de 2011        | Estoril      | Tierra batida     | Jean-Julien Rojer | Marc López David Marrero                | 6-3 6-2          |
| 11. | 21 de mayo de 2011       | Niza         | Tierra batida     | Jean-Julien Rojer | Santiago González David Marrero         | 6-3 6-4          |
| 12. | 2 de octubre de 2011     | Kuala Lumpur | Dura              | Jean-Julien Rojer | František Čermák Filip Polášek          | 6-1 6-3          |
| 13. | 19 de febrero de 2012    | São Paulo    | Tierra batida (i) | Bruno Soares      | Michal Mertinak Andre Sá                | 3-6, 6-4, 10-8   |
| 14. | 29 de septiembre de 2013 | Kuala Lumpur | Dura (i)          | Raven Klaasen     | Pablo Cuevas Horacio Zeballos           | 6–2, 6–4         |
| 15. | 16 de febrero de 2014    | Memphis      | Dura (i)          | Raven Klaasen     | Bob Bryan Mike Bryan                    | 6-4, 6-4         |
| 16. | 19 de octubre de 2014    | Estocolmo    | Dura (i)          | Raven Klaasen     | Treat Huey Jack Sock                    | 6-4, 6-3         |
| 17. | 1 de noviembre de 2015   | Valencia     | Dura (i)          | Scott Lipsky      | Feliciano López Max Mirnyi              | 7-6(4), 6-3      |
| 18. | 1 de mayo de 2016        | Estoril      | Tierra batida     | Scott Lipsky      | Łukasz Kubot Marcin Matkowski           | 6-4, 3-6, [10-8] |

### Finalista en dobles (11)
- 2006: Los Ángeles (junto a Jamie Murray pierden ante Bob Bryan / Mike Bryan)
- 2010: Múnich (junto a Michael Kohlmann pierden ante Oliver Marach / Santiago Ventura)
- 2010: Los Ángeles (junto a Jean-Julien Rojer pierden ante Bob Bryan / Mike Bryan)
- 2011: Memphis (junto a Jean-Julien Rojer pierden ante Max Mirnyi / Daniel Nestor)
- 2011: Valencia (junto a Jean-Julien Rojer pierden ante Bob Bryan / Mike Bryan)
- 2012: Bangkok (junto a Paul Hanley pierden ante Danai Udomchoke / Lu Yen-hsun)
- 2013: Brisbane (junto a Paul Hanley pierden ante Marcelo Melo / Tommy Robredo)
- 2013: Múnich (junto a Marcos Baghdatis pierden ante Jarkko Nieminen / Dmitry Tursunov)
- 2014: Abierto de Australia  (junto a Raven Klaasen pierden ante Łukasz Kubot / Robert Lindstedt)
- 2015: Winston-Salem (junto a Scott Lipsky pierden ante Dominic Inglot / Robert Lindstedt)
- 2016: Auckland (junto a Scott Lipsky pierden ante Mate Pavić / Michael Venus)